# EMG (azienda)

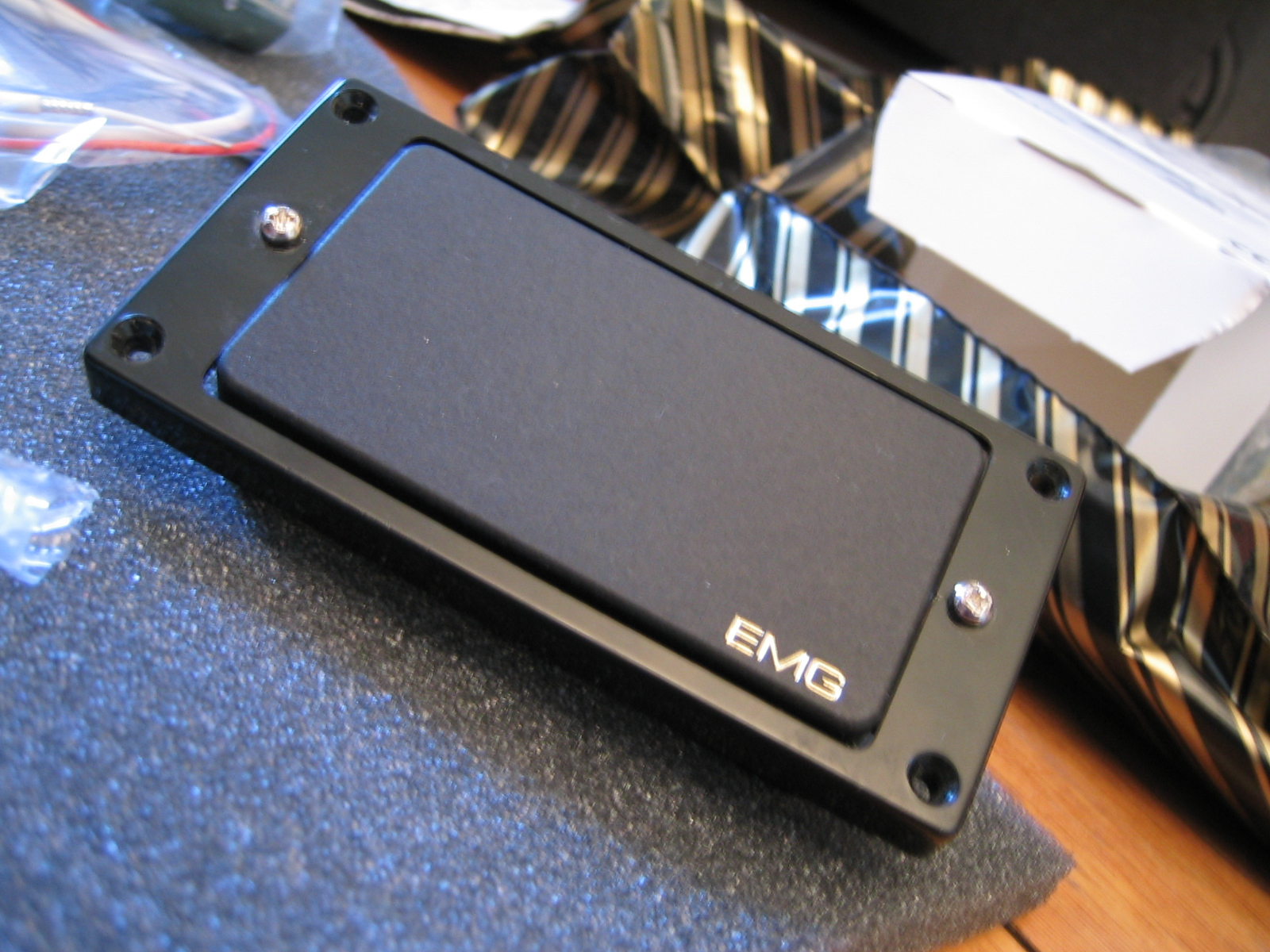
Il pick-up EMG 85, uno dei più famosi prodotti della EMG

EMG, Inc. è una società californiana produttrice di pick-up per chitarra e bassi elettrici fondata nel 1976 e universalmente nota come EMG. L'acronimo sta per "Electro-Magnetic Generator" (ovvero "Generatore Elettromagnetico"). L'azienda era inizialmente chiamata "Dirtywork Studios", ma il nome venne cambiato nel 1976 in quello di "Overlend" ed infine in quello attuale nel 1983.

## L'azienda
Nel tempo la EMG è sicuramente divenuta la più nota produttrice di pick-up per chitarra attivi (ovvero alimentati da una batteria, solitamente a 9 Volt) su scala mondiale. I pick-up EMG vengono tuttora installati di serie sui modelli di punta di aziende produttrici di chitarre come la ESP Guitars e la Jackson Guitars. Di norma i pick-up EMG attivi producono un segnale elettrico maggiore di quello generato dalla controparte passiva, a causa del preamplificatore interno ai pick-up stessi. Per questo motivo sono divenuti famosi per essere stati ampiamente usati da gruppi heavy metal e hard rock, in quanto un maggiore segnale in uscita dalla chitarra satura gli stadi di guadagno dell'amplificatore generando quel processo elettrico/musicale chiamato overdrive.
La EMG produce anche pick-up passivi come ad esempio la serie HZ, sebbene questa non abbia avuto un successo pari a quello della linea di magneti attivi. L'azienda costruisce anche una serie di strumentazione di controllo e di equalizzazione per i circuiti dei pick-up di chitarra e basso.

## Prodotti
La EMG presenta due distinte linee di prodotti: la EMG (serie standard), con le sue sottocategorie, e la EMG Select (il cui marchio recita "Select, designed by EMG").
Un prodotto di punta dell'azienda è il set EMG DG-20, dove DG sta per David Gilmour, chitarrista dei Pink Floyd, che li ha utilizzati per due tour (Delicate Sound of Thunder e Pulse) e relativi album. Il set DG-20 è composto da un battipenna perlato, tre EMG SA single coil Pick-up, un controllo EXG (enfatizza alti e bassi) ed da un controllo SPC (boost toni medi).